# Chuyến bay 9525 của Germanwings
Chuyến bay 9525 của Germanwings (4U9525/GWI18G) là một chuyến bay quốc tế thường lệ từ Barcelona tới Dusseldorf đã rơi ngày 24 tháng 3 năm 2015 gần Digne-les-Bains cách 100 kilômét (62 mi) so với thành phố Nice về phía Bắc, với 144 hành khách và 6 thành viên phi hành đoàn. Máy bay bị tai nạn mang số đăng ký D-AIPX, được điều hành bởi Germanwings, công ty con của Lufthansa.

## Máy bay
Chiếc máy bay gặp tai nạn là chiếc Airbus A320-211, số sêri 147, được đăng ký dưới tên D-AIPX. Nó bay lần đầu tiên vào ngày 29 tháng 11 năm 1990, và là một trong những chiếc Airbus thuộc dòng A320 cũ nhất vẫn còn bay tính đến hiện nay, được chuyển giao cho Lufthansa vào ngày 5 tháng 2 năm 1991. Nó được giao cho Germanwings vào năm 2003. Chiếc máy bay đã bay khoảng 58.300 giờ bay trong 46,700 chuyến bay. Dự định ban đầu của chuyến bay là bay 60.000 km và 48.000 chuyến bay. Vào năm 2012, dự tính của máy bay là 120.000 giờ bay hoặc 60.000 chuyến bay, sau khi đã được tu bổ và kiểm soát.

## Vụ va chạm

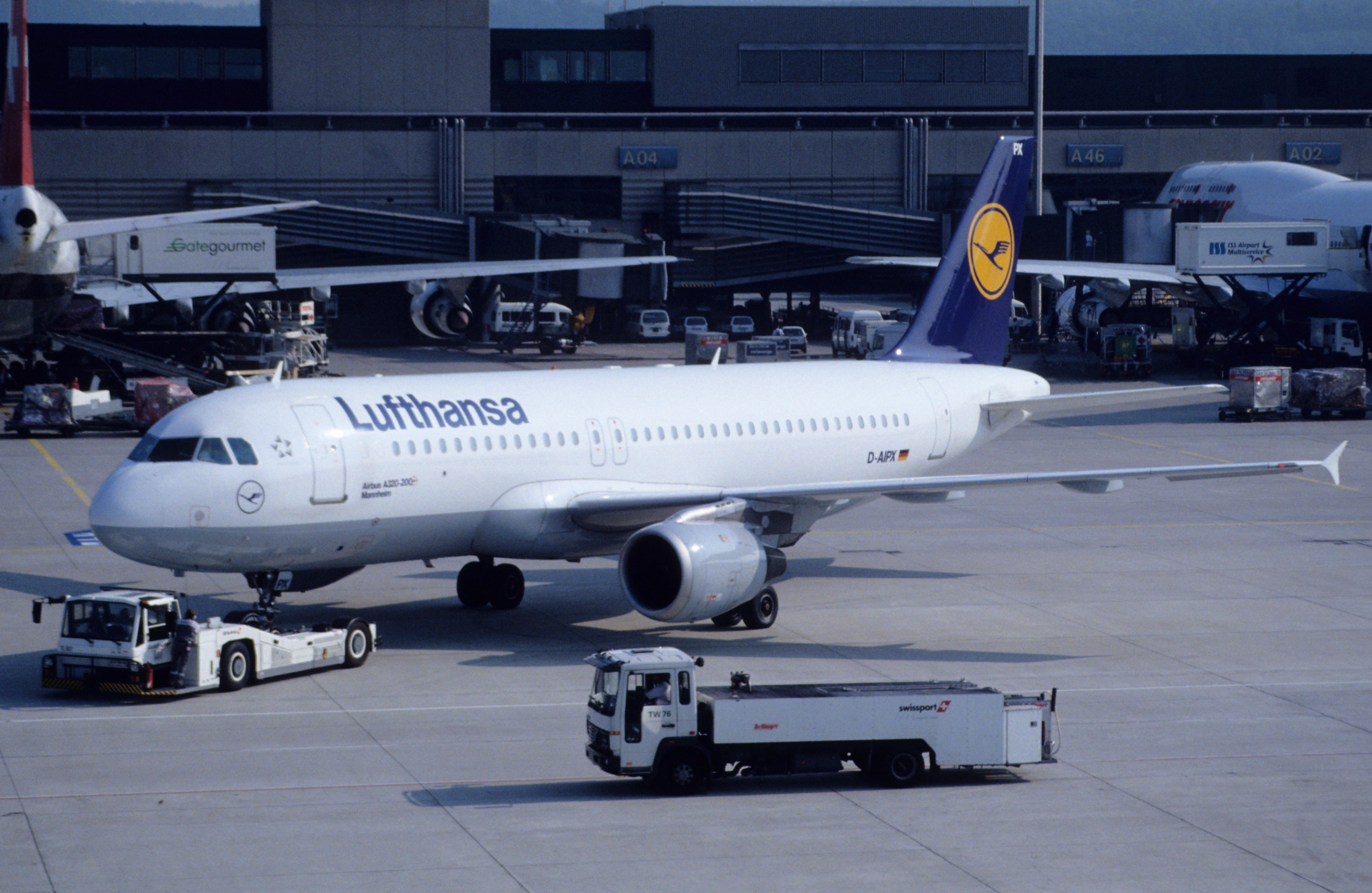
Chiếc máy bay Airbus A320-211 bị tai nạn khi đang được hãng Lufthansa vận hành vào ngày 17 tháng 6 năm 1999

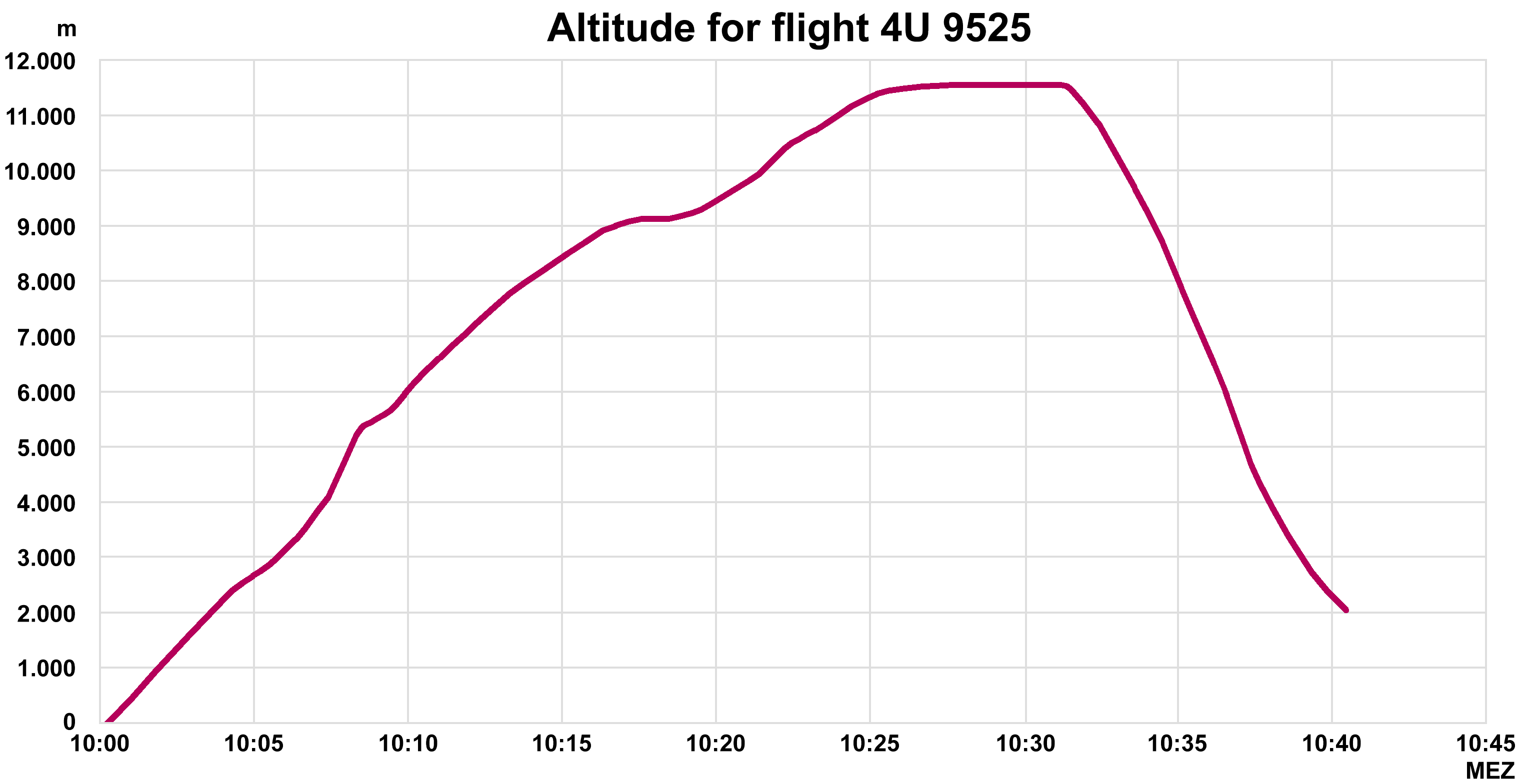
Biểu đồ độ cao

Chuyến bay 9525 cất cánh từ đường băng 07R tại Sân bay Barcelona–El Prat vào 10:01 CET (09:01 UTC) và được lên lịch hạ cánh tại sân bay Düsseldorf vào lúc 11:39 CET (10:39 UTC). Giờ khởi hành lúc đầu được sắp xếp vào 9:35 CET (08:35 UTC).
Chính quyền hàng không pháp (bộ hàng không dân sự Pháp) (DGAC) tuyên bố rằng các phi công đã không gửi tín hiệu cấp cứu, mà đài kiểm soát tại Aix-en-Provence, lúc 10:47 CET đã báo động hiểm nguy sau khi máy bay hạ độ cao mà không xin phép. Chiếc máy bay đã đạt độ cao hành trình, tầng bay 380 (xấp xỉ 38.000 ft [12.000 m]) vào lúc 10:45. Chỉ một phút sau, chiếc máy bay bắt đầu giảm độ cao - mục đích của giảm độ cao vẫn chưa rõ. 8 phút sau, sau khi giảm độ cao đột ngột, trạm kiểm soát không lưu đã mất liên lạc với máy bay. Chiếc máy bay đã đâm vào vùng hẻo lánh ở độ cao 1500 m dưới ngọn núi Estrop nằm trong thung lũng Blanche ở Prads-Haute-Bléone, cách 100 kilômét (62 mi) về phía tây bắc Nice. Nó biến mất khỏi màn hình radar vào 10:53 CET. Vào thời điểm đó thì máy bay đang bay tại độ cao 6.800 ft (2.100 m).
Đây là thảm họa hàng không chết người nhiều nhất tại Pháp kể từ chuyến bay 1308 của Inex-Adria Aviopromet vào năm 1981, đã làm 180 người thiệt mạng. Đây cũng là tai nạn dân sự đầu tiên của ngành hàng không dân sự Pháp kể từ chiếc Concorde trong chuyến bay 4590 của Air France rơi gần Paris vào năm 2000.

## Điều tra
Báo New York Times và thông tấn xã AFP, lấy tin từ những nhân viên điều tra đã phân tích hộp đen thứ 1 (máy ghi âm trong buồng lái, gọi tắt là CVR), cho biết, lúc máy bay va chạm với sườn núi chỉ có một phi công trong phòng điều khiển. Phi công còn lại cố mở cửa một cách vô vọng.
Theo những tin tức mới nhất từ công tố viên người Pháp Brice Robin ở Marseille, chuyên viên điều tra đã phân tích cuộc nói chuyện trong phòng lái vào 30 phút cuối. 20 phút đầu mọi chuyện đều bình thường, lúc cơ trưởng có cuộc họp ngắn với cơ phó thì cơ phó đã trả lời một cách cộc lốc. Khi cơ trưởng nhờ cơ phó lái máy bay để ông đi ra khỏi phòng lái để vào nhà vệ sinh, cơ phó đã cố ý cho máy bay hạ xuống thấp và không cho cơ trưởng vào phòng nữa, cuối cùng máy bay đã đâm vào núi. Vào những phút cuối, người ta nghe thấy tiếng cơ trưởng kêu gọi mở cửa, và tiếng đập vào cửa, còn bên trong phòng lái thì chỉ nghe được tiếng thở đều đặn, cho thấy cơ phó vẫn trong tình trạng sức khỏe bình thường. Theo những báo cáo điều tra của công tố viên tại Marseille ngày 26 tháng 3 năm 2015, cơ phó có ý định "tự sát" và "chủ định phá hủy máy bay".

### Cơ phó
Danh tính của cơ phó được tiết lộ là Andreas Lubitz, 28 tuổi, sinh năm 1987, nam, quốc tịch Đức, cư trú tại Montabaur, Rhineland-Palatinate, làm việc cho hãng hàng không Germanwings từ mùa thu 2013, cho tới nay đã bay 630 giờ bay cho hãng.
Anh ta ưa thích lái máy bay từ nhỏ, thích du lịch, chạy Marathon. Từ 14 tuổi đã gia nhập LSC Westerwald, một hội thể thao trên không, học lái các máy bay siêu nhẹ. Lấy tú tài năm 2007. Andreas Lubitz bị cho là có vấn đề về tâm thần trầm cảm nên đã nghỉ học khóa bay của Lufthansa 2008 tại Bremen nửa năm. Theo người trong hội bay, thì anh ta không phải là kẻ chỉ hoạt động một mình, mà có nhiều bạn bè và dễ hội nhập.
Theo báo SZ, Andreas Lubitz trong những năm gần đây đã đi khám nhiều bác sĩ, vì những vấn đề tâm thần trầm trọng. Ngày mà Lubitz cho máy bay đâm vào núi, anh ta có giấy nghỉ bệnh của bác sĩ. Cảnh sát điều tra đã tìm được những giấy chứng nhận bệnh của bác sĩ, một số bị xé nát. Viện kiểm sát Düsseldorf nói là anh ta đã giấu hãng máy bay về tình trạng bệnh tật của mình, và họ đang điều tra, xem anh ta đã chữa bệnh từ hồi nào và về tình trạng căn bệnh.

## Hành khách và phi hành đoàn
| Quốc tịch                               | Số người |
| --------------------------------------- | -------- |
| Đức                                     | 70       |
| Tây Ban Nha                             | 51       |
| Vương quốc Liên hiệp Anh và Bắc Ireland | 3        |
| Kazakhstan                              | 3        |
| Mỹ                                      | 3        |
| Argentina                               | 2        |
| Úc                                      | 2        |
| Colombia                                | 2        |
| Iran                                    | 2        |
| Mexico                                  | 2        |
| Nhật Bản                                | 2        |
| Morocco                                 | 2        |
| Venezuela                               | 2        |
| Bỉ                                      | 1        |
| Chile                                   | 1        |
| Đan Mạch                                | 1        |
| Israel                                  | 1        |
| Hà Lan                                  | 1        |
| Paraguay                                | 1        |
| Ba Lan                                  | 1        |
| Thổ Nhĩ Kỳ                              | 1        |
| Tổng cộng                               | 150      |
| Nạn nhân đa quốc tịch                   | 5        |

Germanwings cho biết có 75 công dân Đức (4 người có 2 quốc tịch, trong đó 3 người có thêm quốc tịch Kazakhstan, 1 người quốc tịch Nhật) đã đi trong chuyến bay, trong đó có 16 học sinh lớp 10 và 2 giáo viên đến từ trường Haltern am See, Nordrhein-Westfalen. Họ đang trên đường về nhà sau một tuần tham dự khóa trao đổi học sinh với viện Giola ở Llinars del Vallès, Catalonia.
Theo đại diện của Germanwings thì cơ trưởng đã có 6.000 giờ bay trong 10 năm với Germanwings và Lufthansa. Bộ ngoại giao Israel đã xác định danh tính công dân Israel trên chuyến bay là nhà thiết kế và thương nhân Eyal Baum đến từ thành phố Hod HaSharon. Trên máy bay cũng có nhà làm phim Tây Ban Nha Marina Bandres cùng với con trai 7 tháng tuổi.
Nhà hát Opera sông Rhine xác nhận giọng nam trưởng Oleg Bryzhak là một trong những hành khách, cũng như nữ ca sĩ nhạc opera người Đức Maria Radner, và chồng của cô, cùng với đứa con sơ sinh.

## Phản ứng

### Các nước liên quan tới tai nạn
Vua Felipe VI của Tây Ban Nha, đang ở Paris trong một chuyến thăm chính thức nước Pháp vào thời điểm vụ tai nạn xảy ra, đã công bố quyết định của mình để cắt ngắn chuyến thăm của ông và trở về Tây Ban Nha ngay. Ngoại trưởng Đức Frank-Walter Steinmeier đã bay đến quan sát trên nơi xảy ra tai nạn vào ngày 24 tháng 3, và mô tả toàn cảnh như là "một hình ảnh kinh dị". Thủ tướng Pháp Manuel Valls nói rằng ông đã phái Bộ trưởng Nội vụ Cazeneuve đến hiện trường và thiết lập ngay một ban xử lý khủng hoảng cấp Bộ để phối hợp hoạt động giữa phản ứng với vụ việc.
Ngày 25 tháng 3, Thủ tướng Đức Angela Merkel, tổng thống Pháp François Hollande, thủ tướng Tây Ban Nha Mariano Rajoy và thủ hiến bang Nordrhein-Westfalen là Hannelore Kraft đã đến thăm nơi tai nạn xảy ra. Bà Merkel đã cảm ơn những người Pháp giúp đỡ và tưởng niệm những nạn nhân.

### Lufthansa
Giám đốc điều hành Lufthansa Carsten Spohr cũng đã đến thăm địa điểm vụ tai nạn vào ngày 25 tháng 3 và sau đó tuyên bố rằng đây là "ngày đen tối nhất trong lịch sử 60 năm qua của Lufthansa".

### Germanwings
Germanwings báo cáo sự tạm ngừng các chuyến bay thường xuyên vào ngày 24-25 tháng 3 trong mạng lưới tuyến của mình do các thành viên phi hành đoàn quyết định không bay các chuyến bay sau vụ tai nạn. Kết quả là một số chuyến bay đã bị hủy bỏ.
Vào ngày 25 tháng 3 năm 2015, Germanwings cho hủy bỏ số hiệu chuyến bay 4U9525, nó được đổi thành 4U9441. Một chuyến bay khác cũng được đổi số hiệu, từ 4U9524 sang 4U9440. Tuy nhiên số hiệu chuyến bay từ Düsseldorf tới Barcelona không được chuyển đổi.

### Quy định 2 người trong phòng lái
Các hãng hàng không Đức đã đồng ý, kể từ bây giờ sẽ áp dụng quy định, là luôn phải có hai người có thẩm quyền có mặt trong phòng lái.

## Trong văn hoá truyền thông
Vụ tai nạn đã truyền cảm hứng trong phần 16 của bộ phim truyền hình Canada Mayday có tên "Murder In The Skies" (tạm dịch: Kẻ giết người trên bầu trời) phát sóng ngày 24 tháng 1 năm 2017.